# Slovenska popevka 1963
Slovenska popevka 1963 je potekala od 4. do 6. julija v Festivalski dvorani na Bledu. Vse tri večere sta vodila Helena Koder in Vili Vodopivec, nad organizacijo pa je bdel Miha Rigl. Velika zmagovalka festivala je bila hrvaška pevka Beti Jurković, ki je zapela vse tri s strani občinstva nagrajene pesmi (Malokdaj se srečava, Enkrat še in Drevo) in prejela nagrado tednika Mladina za najboljšega izvajalca.

## Nastopajoči
Vsako pesem sta v alternaciji vsak po svoje interpretirala dva izvajalca. Prvega je spremljal Kvartet Mojmirja Sepeta (Borut Lesjak – hammond orgle; Mojmir Sepe – klavir; Mitja Butara – kitara; Boris Vede – bas), drugega pa Zabavni orkester RTV Ljubljana pod vodstvom Maria Rijavca.
| #   | 1. izvajalec    | 2. izvajalec              | Naslov pesmi                   | Avtor glasbe                  | Avtor besedila | Avtor aranžmaja  | Uvrstitev v finalni večer |
| --- | --------------- | ------------------------- | ------------------------------ | ----------------------------- | -------------- | ---------------- | ------------------------- |
| 1.  | Lidija Kodrič   | Kvartet bratov Boštjančič | Čas beži                       | Boris Kovačič                 | Gregor Strniša | Ati Soss         | ✓                         |
| 2.  | Rafko Irgolič   | Matija Cerar              | Dežniki                        | Slavko Avsenik, Vilko Avsenik | Gregor Strniša | Ati Soss         | ✗                         |
| 3.  | Beti Jurković   | Majda Sepe                | Drevo                          | Mojmir Sepe                   | Gregor Strniša | Mojmir Sepe      | ✓                         |
| 4.  | Peter Ambrož    | Beti Jurković             | Enkrat še                      | Vladimir Stiasny              | Lev Svetek     | Ati Soss         | ✓                         |
| 5.  | Jelka Cvetežar  | Marjana Deržaj            | Janez                          | Slavko Avsenik, Vilko Avsenik | Feri Souvan    | Bojan Adamič     | ✓                         |
| 6.  | Rafko Irgolič   | Stane Mancini             | Ko bi enkrat še                | Slavko Avsenik, Vilko Avsenik | Feri Souvan    | Mario Rijavec    | ✗                         |
| 7.  | Jožica Svete    | Barbara Jarc              | Ljubim noč                     | Srečko Satler                 | Nada Satler    | Borut Lesjak     | ✗                         |
| 8.  | Beti Jurković   | Lado Leskovar             | Malokdaj se srečava            | Mojmir Sepe                   | Gregor Strniša | Mojmir Sepe      | ✓                         |
| 9.  | Matija Cerar    | Majda Sepe                | Modri valovi                   | Feri Souvan                   | Lev Svetek     | Borut Lesjak     | ✗                         |
| 10. | Katja Levstik   | Lidija Kodrič             | Moja punčka in jaz             | Feri Souvan                   | Lev Svetek     | Mario Rijavec    | ✗                         |
| 11. | Rafko Irgolič   | Peter Ambrož              | Na plesu                       | Dušan Porenta                 | Gregor Strniša | Bojan Adamič     | ✓                         |
| 12. | Franc Babič     | Lado Leskovar             | Nikar se mi ne smej            | Srečko Satler                 | Nada Satler    | Nikica Kalogjera | ✗                         |
| 13. | Marjana Deržaj  | Katja Levstik             | Orion                          | Jure Robežnik                 | Gregor Strniša | Jure Robežnik    | ✓                         |
| 14. | Stane Mancini   | Rafko Irgolič             | Sneguljčica                    | Bojan Adamič                  | Gregor Strniša | Bojan Adamič     | ✓                         |
| 15. | Ivanka Kraševec | Marjana Deržaj            | Solza v očeh                   | Slavko Avsenik, Vilko Avsenik | Feri Souvan    | Jure Robežnik    | ✗                         |
| 16. | Majda Sepe      | Nino Robič                | Teenagerska balada             | Jože Privšek                  | Veno Taufer    | Jože Privšek     | ✗                         |
| 17. | Irena Kohont    | Jelka Cvetežar            | Tuj obraz                      | Boris Kovačič                 | Gregor Strniša | Mario Rijavec    | ✗                         |
| 18. | Nino Robič      | Irena Kohont              | Vračajo se ladje               | Jože Privšek                  | Veno Taufer    | Jože Privšek     | ✗                         |
| 19. | Lado Leskovar   | Nino Robič                | Vrtiljak                       | Jure Robežnik                 | Gregor Strniša | Jure Robežnik    | ✓                         |
| 20. | Barbara Jarc    | Ivanka Kraševec           | Zakaj nocoj tako je tih večer? | Jože Privšek                  | Veno Taufer    | Jože Privšek     | ✓                         |
| 21. | Jožica Svete    | Barbara Jarc              | Zapleši twist                  | Pavel Mihelčič                | Lev Svetek     | Nikica Kalogjera | ✓                         |

Iz prvega večera so se v finale uvrstile Malokdaj se srečava, Janez, Na plesu, Vrtiljak in Zakaj nocoj tako je tih večer, iz drugega pa Enkrat še, Zapleši twist, Sneguljčica, Drevo in Orion.

## Seznam nagrajencev
Nagrade občinstva
- 1. nagrada: Malokdaj se srečava Mojmirja Sepeta (glasba) in Gregorja Strniše (besedilo) v izvedbi Beti Jurković v alternaciji z Ladom Leskovarjem
- 2. nagrada: Enkrat še Vladimirja Stiasnyja (glasba) in Leva Svetka (besedilo) v izvedbi Petra Ambroža v alternaciji z Beti Jurković
- 3. nagrada: Drevo Mojmirja Sepeta (glasba) in Gregorja Strniše (besedilo) v izvedbi Beti Jurković v alternaciji z Majdo Sepe

Nagrada strokovne žirije za najboljšo glasbeno stvaritev
- Jure Robežnik za pesem Orion

Nagrada strokovne žirije za najbolj izvirno slovensko popevko
- Mojmir Sepe za pesem Malokdaj se srečava

Nagrada za besedilo
- Gregor Strniša za pesem Malokdaj se srečava

Nagrada za najboljšega pevca/izvajalca (tednika Mladina)
- Beti Jurković